# Вексиллярий
Вексилля́рий (от лат. vexillarius, от vexillum — знамя, штандарт) — название знаменосца в римской армии. Вексиллярий носил вексиллум - штандарт в виде шёлкового прямоугольника с эмблемой и номером воинского подразделения, прикреплённого к поперечной перекладине на длинном древке. 
Как правило, вексиллумы являлись штандартами отдельных воинских подразделений (пеших и конных), действующих вне состава легиона. Также вексиллумы имели преторианские когорты.
Внешним отличием вексиллярия была медвежья или волчья шкура, надетая поверх шлема с завязанными на шее лапами. У преторианских вексилляриев шкура была львиной. Вооружение состояло из меча (гладиуса), кинжала (пугио). В качестве защитной экипировки вексиллярии  использовали кольчугу или чешуйчатый доспех и небольшой круглый щит (парму), который носился сбоку на ремне.
Во времена поздней Империи (III—V века н. э.) вексиллум постепенно вытеснил традиционные штандарты римской армии (сигнумы), став основным видом римского знамени (в современном понимании этого термина).